# Beren (Adelsgeschlecht)

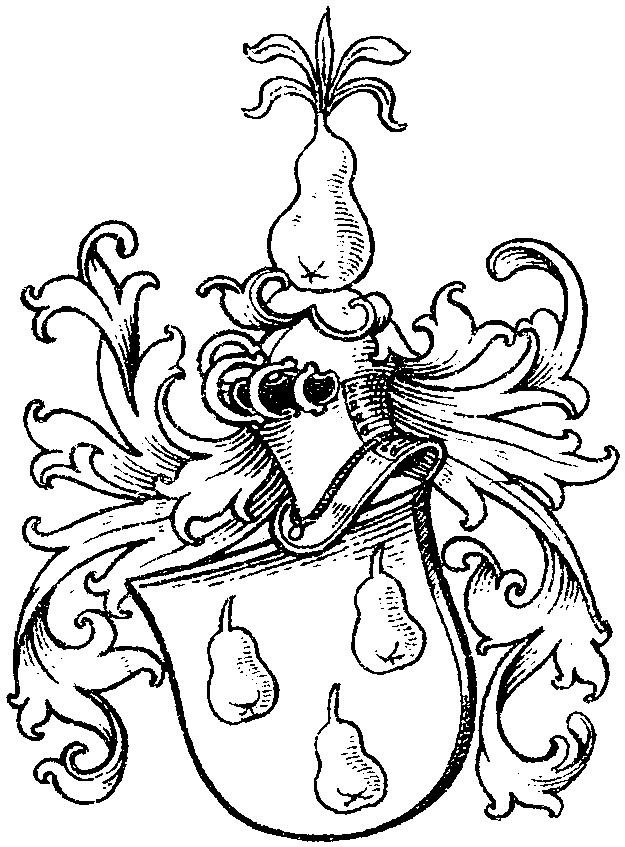
Wappen derer von Beren im Wappenbuch des Westfälischen Adels

Beren ist der Name eines alten uradligen Rittergeschlechts des Stiftes Herford, das im 13. Jahrhundert erstmalig urkundlich erwähnt wird.
Das Geschlecht ist von dem brandenburgischen Adelsgeschlecht derer von Beeren, vom niedersächsischen und pommerschen Uradelsgeschlecht derer von Behr, vom niedersächsischen Adelsgeschlecht derer von Bar, vom merseburgischen Uradelsgeschlecht derer von Behren und mehreren Adelsgeschlechtern namens Baer zu unterscheiden.

## Geschichte
Die Anfänge des Geschlechts derer von Behren lassen sich im Stift Herford, unter anderem auch als Frauenstift, Damenstift, Reichsabtei, Fürstabtei oder Reichsprälatur bezeichnet, bereits im 13. Jahrhundert finden. Herford war das älteste Frauenkonvent im Herzogtum Sachsen. Es wurde 789 zunächst in Müdehorst (heute bei Bielefeld) von einem Adligen namens Waltger als Eigenkloster gegründet, dann um 800 auf den Grund seines Hofes Herivurth an der Kreuzung wichtiger Straßen und Furten über Aa und Werre verlegt. Später wurde es Oldenhervorde genannt. Seine Gründung ist als Teil der Sachsenmission zu sehen. In der Nähe entstanden beispielsweise in Paderborn, Minden oder Osnabrück weitere wichtige christliche Zentren in Sachsen.

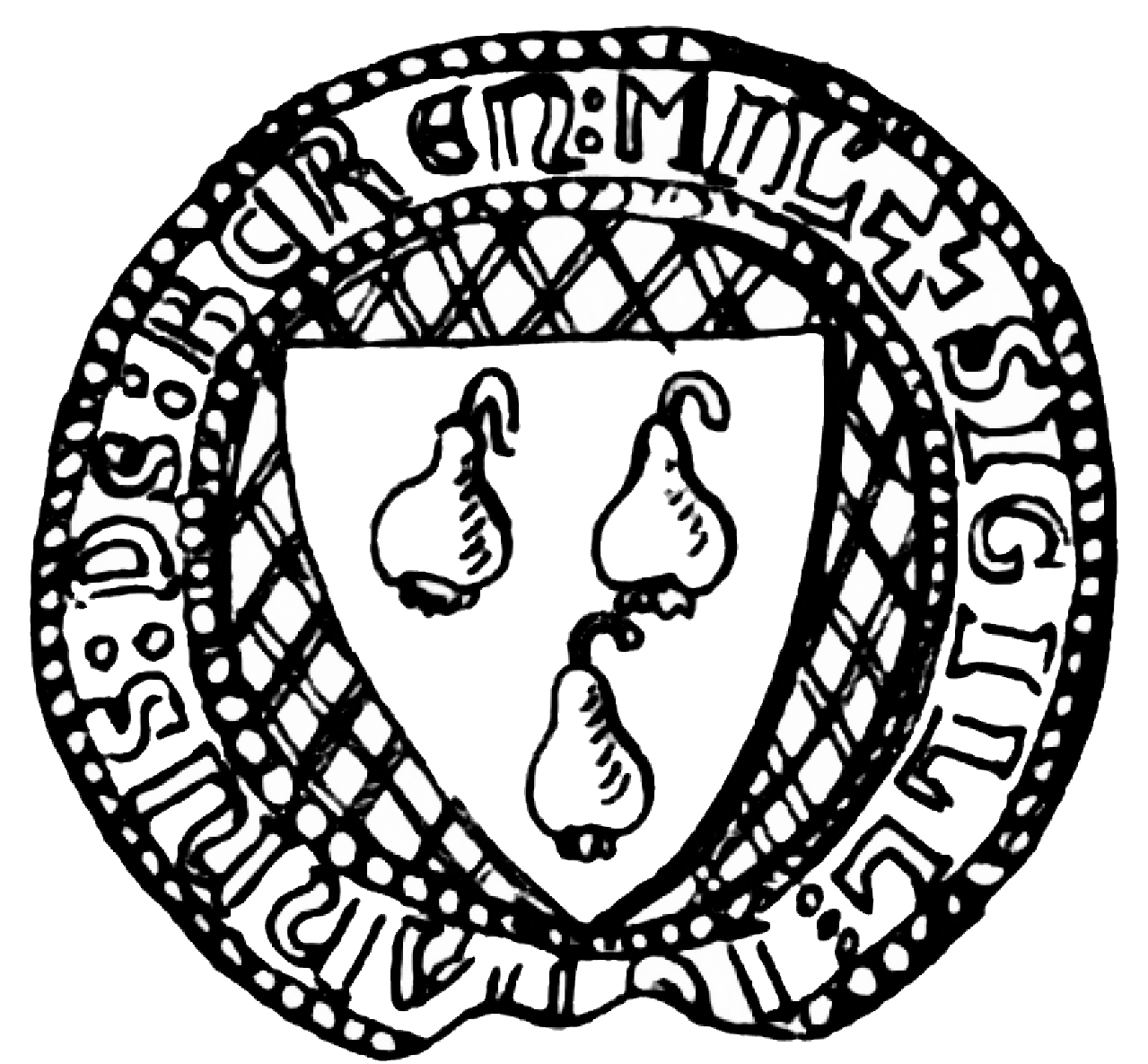
Siegel des Johannes de Beren (1309)

Um das Jahr 800 wurde Minden als Bischofssitz durch Karl den Großen erhoben. In dieser Zeit bildete sich zugleich der Stand der Ministerialen heraus. Hierbei handelte es sich in der Regel um Angehörige verschiedener Adelsfamilien, die vornehmlich ihren wirtschaftlichen Schwierigkeiten dadurch entgehen wollten, dass sie sich in die ministeriellen Dienste an Bischofssitzen oder auch Königshöfen begaben. Im Mindener Domkapitel und unter den Pröbsten der umliegenden Klöster finden sich viele Namen aus dem Ministerialadel. Hierbei taucht der Name de bzw. von Beren wiederholt unter den Domherren und den Ministerialen in Minden und Osnabrück auf. Zuerst 1254 zu Verden als Hildewardus de Beren miles; 1257 zu Quakenbrück Winricus de Bera; 1273 zu Osnabrück Albertus de Beren miles; Personen, die durchaus nicht bei irgendeinem der anderen Geschlechter des Namens Behr oder Bar unterzubringen sind, was auch schon durch die Präposition de als unzulässig erscheint und zwingt, an einen Namen der Topographie zu denken. Aber auch das Wappen weist, wie auf eine andere Etymologie, so auch auf ein anderes Geschlecht hin, als wie die sind, welche einen Bären führen. Darüber hinaus erscheinen Friedrich und Gerhard de Beren als canonicus von Osnabrück. Ferner finden sich erstmalig im Jahre 1283 Albertus de Beren und sein Bruder Hermannus als Bürger von Minden in den Urkunden des Stifts St. Marien zu Lemgo. Das Stift Herford besaß zu dieser Zeit 39 Oberhöfe und rund 800 zinspflichtige Unterhöfe. Hier dürften auch die Ritter de Bere gesessen haben. Im Jahr 1293 werden Albert, Harbert, Giselbert Brdr. v. Beren famuli in den Schriften des Stifts genannt. Johannes de Beren famuli tritt erstmalig im Jahr 1314 in den Urkunden der Fürstabtei auf und wird im Jahr 1328 als Ritter Johannes de Beren mit Goda, seiner Frau, Johann, Hartbracht und Heinrich seinen Söhnen aufgeführt. Urkundlich erwähnt wird am 25. Februar 1330, dass Johannes de Beren, Ritter, einen kleinen Hof in Hedem, von der Herforder Kirche als Afterlehen erhalten habe. Im Domarchiv zu Osnabrück liegt ein Lehnsbrief des Herzogs Erich von Sachsen, Angern und Westfalen, wonach Heinke und Ludeke de Beren das Gogericht in Angelbeke und Ostercappeln zugesprochen wird. Später verloren die Edelherren von Beren das Gogericht zur Angelbeke, weil Johannes von Beren es geteilt und die drei Kirchspiele unter andere frimme Herren gebracht hat, wie es in der Chronik heißt.
Neben weiteren zahlreichen Erwähnungen derer de Beren in den Urkunden des Herforder Stifts als ministeriales censuales eccl. Mind. in Stemwedhe morantes erhielten zum 1. Mai 1396 der Knappe Johann von Beren und dessen Frau Hille ihr Haus und ihren Hof in Lübbecke oberhalb des Kirchhofs. Am 2. April 1410 verfügt Friedrich (Frederich) de Bere, Domherr zu Minden, auch mit Wirkung für seinen Sohn Hugo de Beren über seinen Anteil an den ihm gehörenden Gütern, gelegen zwischen Ostercappeln und der Krebsburg (Krevetesborch), und am Haus Buntynch im Kirchspiel Venne. Zuletzt wird der Dechant Johann von Beren zu Wiedenbrück als Zeuge 1465 erwähnt. Nach dem Vorgenannten verfehlt der Familienforscher und Historiker Busche nicht, wenn er die Vermutung aufstellt, dass die Familie von Behren vermutlich im Bereich der heutigen Kreis Wittlage und Lübbecke gesessen habe. Zum einen befand sich die Fürstabtei Herford, in deren Dienst die de Beren standen sowie der dem Ritter Johannes de Beren in Hedem überlassende Hof in unmittelbarer örtlicher Nähe zum Bischofssitz Minden. Ferner hat der Knappe Johann de Beren 1396 einen Hof in Lübbecke erhalten, wodurch diese örtliche Annahme gestützt wird. Nach den obigen Ausführungen ist demnach davon auszugehen, dass sich das Geschlecht der de Beren im Dienste der Fürstabtei Herford stand und zugleich in die Mindener Ministerialität aufgenommen wurde. Als Grund führt der Historiker Busche in seinen umfangreichen Aufzeichnungen an, dass die Freigrafschaft Stemwede, die der Bischof von Minden im Jahre 1261 von dem Grafen von Schaumburg erworben wurde und es zu dieser Zeit im Hochstift Minden kaum noch freie Bauern gegeben habe. Da man die Freien von Stemwede rechtlich und steuerlich nicht mit den lehnpflichtigen Bauern gleichsetzen konnte, wurden sie 1263 zu einem großen Teil in die Mindener Ministerialität, den Dienstadel, aufgenommen, wozu durchaus auch die de Beren gezählt haben dürften, wie sich aus den zahlreichen Urkunden ergibt.
In den nachfolgenden Jahren findet sich Jodocus von Beren († 1589) in den Kirchenbüchern, der in den Jahren von 1561 bis 1589 als Domherr des Domstifts zu Lübeck sowie im Jahr 1561 als Domherr zu Minden erscheint.
Antonius von Beren († vor 1612) tritt als Domherr des Domstifts zu Lübeck, in den Jahren 1580 bis vor 1612 sowie als Offizial in Minden (vor 1612) auf. In den Offiziersranglisten der kurfürstlichen brandenburgischen Armee des 53. Regiments zu Pferde Landgraf von Hessen-Homburg aus dem Jahre 1672 wird ein aus Minden stammender Konrad v. Behren geführt.
In den Kirchenbüchern des Kirchenkreises Minden findet sich wiederholt der Name von Beren, von Bieren sowie von Behren, weshalb der Familienforscher und Historiker Busche schlussfolgert, dass aus dem ursprünglichen Namen von Beren mehrere Geschlechter hervorgegangen sind, die teilweise heute noch blühen.

## Wappen
Das Wappen derer von Beren zeigt im Schilde drei (2:1) Birnen sowie auf dem Helm eine Birne, eben mit einer Schilfstaude besteckt. Die Tingierung des Wappens ist nicht überliefert.
Der dem Geschlecht angehörige Ritter Johann von Beren siegelte in den Urkunden des Stifts Herford mit einem sogenannten redenden Wappen. „Denn wer in Westphalen hätte nicht von der dortigen Kinderwelt das Martinslied singen hören mit der Strophe: „Appeln und de Beren, de Nöte ät ik geren“; wie denn heute auch in der Altmark die Birne geradezu Bär (Danneil Wörterbuch der altmärkischen plattdeutschen Mundart, S. 11) ausgesprochen wird.“
In diesem Zusammenhang ist das Dorf Bieren, welches erstmals in einer Heberolle Herforder Frauenklosters im 12. Jahrhundert genannt wird, zu erwähnen. In dieser Urkunde wird von einem Orte Bieren (damals noch Beren mit vier Höfen) berichtet. Der Name Bieren leitet sich von „beara“ ab und bezeichnet einen Wald mit fruchttragenden Bäumen. Die Gemeinde Bieren, ein Ortsteil von Rödinghausen, im Nordosten des deutschen Landes Nordrhein-Westfalen trägt ebenfalls drei Birnen im Wappen, weshalb aufgrund der Wappengleichheit davon auszugehen ist, dass der Name „von Behren“ ein der Topographie entlehnter Name ist, der sich vom Herkunftsort Bieren ableitet. Entgegen der Ansicht des Digitalen Familienwörterbuchs Deutschlands (DFD) geht der Schluss daher fehl, wenn man den Namensursprung aus der Herkunft zum Siedlungsnamen Behren, einem Ortsteil der Gemeinde Sprakensehl, Landkreis Gifhorn, Niedersachsen, herleitet.